# Fonte dei Pispini
La fonte dei Pispini, nota anche come fontana del Nicchio, è una fontana pubblica situata in via dei Pispini a Siena.

## Storia
Le prime richieste per una fonte pubblica a servizio del popolo dell'Abbadia Nuova risalgono al 1356. Si domandava al Comune l'installazione di una fontana che soddisfacesse le esigenze quotidiane di acqua, ma anche un punto di riferimento che potesse contribuire a prevenire il rischio di incendi, molto alto a causa delle numerose fornaci che qui erano presenti. Nel corso del XV secolo si susseguirono altre petizioni e solo intorno al 1470 venne completata la costruzione della fonte.
Tuttavia, gli abitanti dell'Abbadia Nuova desideravano qualcosa di più monumentale e rappresentativo. Il 23 giugno 1534, la "congregatione et contrada della Abbadia Nuova" espresse l'intenzione di realizzare una nuova fonte, che non solo fosse funzionale, ma che anche "onorasse la dicta contrada".
Le richieste furono ascoltate e venne presentato il progetto di "un raro et bellissimo fonte", ispirato allo stile di Baldassarre Peruzzi. La nuova fontana fu ultimata intorno al 1545 e divenne presto un simbolo di prestigio per Siena, introducendovi il concetto di "fontana monumentale", quando fino a quel momento le fonti erano considerate principalmente strutture funzionali al sostentamento dei bisogni dei cittadini.
A causa della sua struttura a vasche sovrapposte con getti d'acqua zampillanti, la fonte iniziò a essere popolarmente chiamata "dei pispini" – il termine "pispino" indica lo zampillo – e tale nome si estese poi su tutto il rione, conferendo la denominazione alla via dei Pispini.
Nell'aprile 1937 la fontana fu spostata in piazza Santo Spirito, al fine di consentire l'accesso meccanizzato alla caserma di Santa Chiara. Nel 1949, un incidente causò il crollo della tazza superiore, che venne ripristinata nel 1955. Nel 2001, su interessamento della Nobile Contrada del Nicchio, la fontana venne riportata nel sito originario.